# Nymphalis nubilata
Nymphalis nubilata är en fjärilsart som beskrevs av Barend J. Lempke 1956. Nymphalis nubilata ingår i släktet Nymphalis, och familjen praktfjärilar. Inga underarter finns listade.